# Поверхностная энергия
Поверхностная энергия, также свободная поверхностная энергия, поверхностная энергия Гиббса — термодинамическая функция, характеризующая энергию межмолекулярного взаимодействия частиц на поверхности раздела фаз с частицами каждой из контактирующих фаз. Другое определение поверхностной энергии — это потенциальная энергия, которая сосредоточена на межфазной поверхности (границе раздела фаз), необходимая для образования единицы площади поверхности. Является избыточной по сравнению с энергией в объёме, то есть не равной нулю. Единица измерения в системе СИ — Дж/м2.
Существование свободной поверхностной энергии вместе с поверхностным натяжением является причиной возникновения метастабильных состояний (состояний переохлаждения, пересыщения).

## Физическое описание
Поверхностная энергия прямо пропорциональна удельной энергии межфазного взаимодействия или поверхностному натяжению σ и удельной площади поверхности раздела фаз S:
{\displaystyle {G_{s}=\sigma S}}. 
При бесконечно малом изменении:
{\displaystyle {dG_{s}=\sigma dS}}
Свободная поверхностная энергия Gs при постоянном давлении совпадает с термодинамической функцией — энергией Гиббса, характеризующей состояние поверхности раздела фаз в гетерогенных системах.
Вследствие зависимости величины Gs от поверхностного натяжения и удельной площади поверхности раздела фаз, все поверхностные явления происходят самопроизвольно, если при этом соблюдается одно из условий:
{\displaystyle {\sigma <0}}, 
либо
{\displaystyle {S<0}},
либо
{\displaystyle {\Delta G_{s}=\Delta \sigma \Delta S<0}}.
То есть в соответствии со вторым началом термодинамики — все самопроизвольные процессы происходят с уменьшением энергии системы. В данном случае с уменьшением энергии Gs.
К самопроизвольным процессам, происходящим с уменьшением величины Gs за счёт уменьшения площади поверхности фазы относятся:
- коалесценция — процесс слияния частиц (укрупнения) капель или пузырей внутри подвижной среды (жидкости, газа) или на поверхности какого-либо тела.
- коагуляция и флокуляция — процессы слипания и укрупнения частиц дисперсной фазы.

К самопроизвольным процессам, идущих с уменьшением величины Gs за счёт уменьшения значения поверхностного натяжения σ относятся: смачивание, адгезия, сорбционные процессы и т.д.